# Frignicourt
Frignicourt est une commune française, située dans le département de la Marne en région Grand Est.

## Géographie

### Description
Frignicourt fait partie de l'unité urbaine de Vitry-le-François.

### Communes limitrophes
| Blacy, Glannes | Vitry-le-François       | Marolles             |
| Huiron         | Frignicourt             | Luxémont-et-Villotte |
| Courdemanges   | Blaise-sous-Arzillières | Bignicourt-sur-Marne |

### Hydrographie
La commune est dans la région hydrographique « la Seine de sa source au confluent de l'Oise (exclu) » au sein du bassin Seine-Normandie. Elle est drainée par la Marne, le canal de la Marne à la Saône, l'Orconté, l'Isson, la Coole, le cours d'eau 01 des Vieilles Eaux, divers bras de la Marne et,.
La Marne prend sa source sur le plateau de Langres, dans la commune de Saints-Geosmes (Haute-Marne) et se jette dans la Seine entre Charenton-le-Pont et Alfortville (Val-de-Marne) dans le quartier de Conflans-l'Archevêque. Les caractéristiques hydrologiques de la Marne sont données par la station hydrologique située sur la commune. Le débit moyen mensuel est de 42,2 m3/s. Le débit moyen journalier maximum est de 381 m3/s, atteint lors de la crue du 12 avril 1983. Le débit instantané maximal est quant à lui de 448 m3/s, atteint le même jour.
Le canal de la Marne à la Saône (canal entre Champagne et Bourgogne) est un canal à bief de partage au gabarit Freycinet, d'une longueur de 160 km reliant les vallées de la Marne et de la Saône, géré par les Voies navigables de France. 
L'Orconté, d'une longueur de 31 km, prend sa source dans la commune de Trois-Fontaines-l'Abbaye et se jette dans la Marne sur la commune, après avoir traversé onze communes. 
L'Isson, d'une longueur de 20 km, prend sa source dans la commune de Drosnay et se jette dans la Marne sur la commune, après avoir traversé sept communes. 
Un plan d'eau complète le réseau hydrographique : la Grâce de Dieu (1,8 ha),.

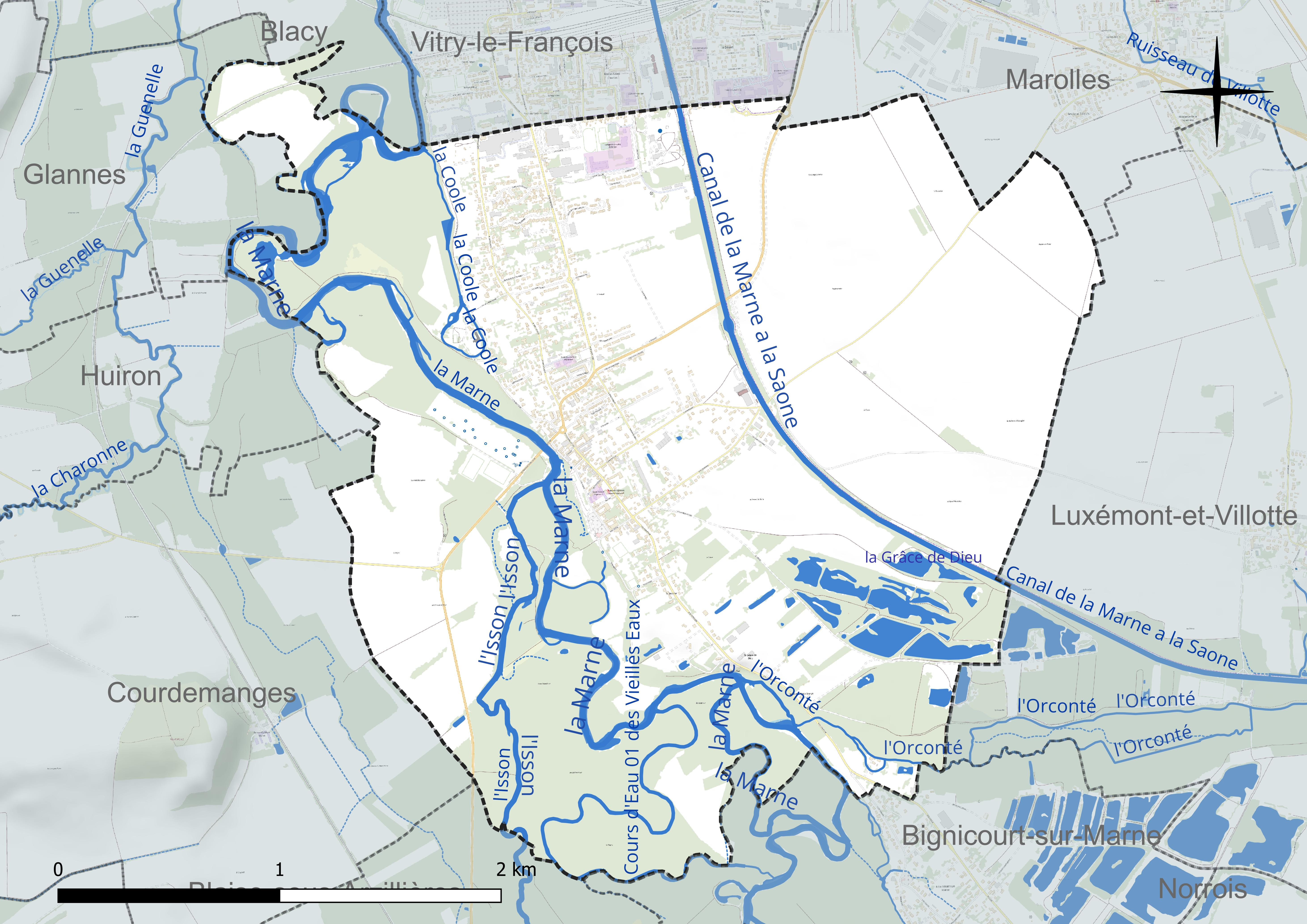
Réseau hydrographique de Frignicourt.

### Climat
Pour des articles plus généraux, voir Climat du Grand Est et Climat de la Marne.
En 2010, le climat de la commune est de type climat océanique dégradé des plaines du Centre et du Nord, selon une étude du Centre national de la recherche scientifique s'appuyant sur une série de données couvrant la période 1971-2000. En 2020, Météo-France publie une typologie des climats de la France métropolitaine dans laquelle la commune est exposée à un climat océanique altéré et est dans la région climatique  Nord-est du bassin Parisien, caractérisée par un ensoleillement médiocre, une pluviométrie moyenne régulièrement répartie au cours de l’année et un hiver froid (3 °C). 
Pour la période 1971-2000, la température annuelle moyenne est de 10,7 °C, avec une amplitude thermique annuelle de 15,7 °C. Le cumul annuel moyen de précipitations est de 729 mm, avec 11,8 jours de précipitations en janvier et 8,3 jours en juillet. Pour la période 1991-2020, la température moyenne annuelle observée sur la station météorologique installée sur la commune est de 11,5 °C et le cumul annuel moyen de précipitations est de 694,6 mm. 
La température maximale relevée sur cette station est de 41,7 °C, atteinte le 25 juillet 2019 ; la température minimale est de −22 °C, atteinte le 9 janvier 1985,,. 
| Mois                                  | jan.            | fév.             | mars           | avril         | mai             | juin          | jui.           | août           | sep.          | oct.          | nov.             | déc.            | année     |
| ------------------------------------- | --------------- | ---------------- | -------------- | ------------- | --------------- | ------------- | -------------- | -------------- | ------------- | ------------- | ---------------- | --------------- | --------- |
| Température minimale moyenne (°C)     | 0,9             | 0,9              | 2,9            | 5,1           | 9               | 11,9          | 13,7           | 13,5           | 10,2          | 7,6           | 4,1              | 1,7             | 6,8       |
| Température moyenne (°C)              | 3,7             | 4,4              | 7,6            | 10,7          | 14,6            | 17,7          | 19,9           | 19,7           | 15,9          | 12            | 7,2              | 4,4             | 11,5      |
| Température maximale moyenne (°C)     | 6,5             | 7,9              | 12,3           | 16,3          | 20,1            | 23,5          | 26,1           | 25,9           | 21,5          | 16,3          | 10,3             | 7               | 16,1      |
| Record de froid (°C) date du record   | −22 09.01.1985  | −14,8 07.02.1991 | −11,1 01.03.05 | −4,9 08.04.03 | −1,5 01.05.1976 | 2,3 04.06.01  | 5,3 11.07.1990 | 4,1 30.08.1993 | 1 21.09.1978  | −3,9 19.10.09 | −10,7 24.11.1998 | −16 31.12.1985  | −22 1985  |
| Record de chaleur (°C) date du record | 16,6 05.01.1999 | 21,1 27.02.19    | 26 30.03.21    | 29,1 25.04.07 | 34 28.05.17     | 37,1 28.06.11 | 41,7 25.07.19  | 40,3 12.08.03  | 34,5 14.09.20 | 29,4 13.10.23 | 23,3 07.11.15    | 17,7 16.12.1989 | 41,7 2019 |
| Précipitations (mm)                   | 55,9            | 51,3             | 50,5           | 47,1          | 62,1            | 53,3          | 59             | 58,9           | 57,3          | 65,5          | 60               | 73,7            | 694,6     |

| Diagramme climatique                                  |            |             |             |           |              |            |              |              |             |           |          |
| J                                                     | F          | M           | A           | M         | J            | J          | A            | S            | O           | N         | D        |
| 6,50,955,9                                            | 7,90,951,3 | 12,32,950,5 | 16,35,147,1 | 20,1962,1 | 23,511,953,3 | 26,113,759 | 25,913,558,9 | 21,510,257,3 | 16,37,665,5 | 10,34,160 | 71,773,7 |
| Moyennes : • Temp. maxi et mini °C • Précipitation mm |            |             |             |           |              |            |              |              |             |           |          |

Les paramètres climatiques de la commune ont été estimés pour le milieu du siècle (2041-2070) selon différents scénarios d'émission de gaz à effet de serre à partir des nouvelles projections climatiques de référence DRIAS-2020. Ils sont consultables sur un site dédié publié par Météo-France en novembre 2022.

## Urbanisme

### Typologie
Au 1er janvier 2024, Frignicourt est catégorisée ceinture urbaine, selon la nouvelle grille communale de densité à sept niveaux définie par l'Insee en 2022.
Elle appartient à l'unité urbaine de Vitry-le-François, une agglomération intra-départementale regroupant trois  communes, dont elle est une commune de la banlieue,,. Par ailleurs la commune fait partie de l'aire d'attraction de Vitry-le-François, dont elle est une commune de la couronne,. Cette aire, qui regroupe 73 communes, est catégorisée dans les aires de moins de 50 000 habitants,.

### Occupation des sols
L'occupation des sols de la commune, telle qu'elle ressort de la base de données européenne d’occupation biophysique des sols Corine Land Cover (CLC), est marquée par l'importance des territoires agricoles (49,6 % en 2018), en diminution par rapport à 1990 (58,8 %). La répartition détaillée en 2018 est la suivante : 
terres arables (42,7 %), forêts (26,7 %), zones urbanisées (18,4 %), zones agricoles hétérogènes (6,9 %), eaux continentales (5,3 %). L'évolution de l’occupation des sols de la commune et de ses infrastructures peut être observée sur les différentes représentations cartographiques du territoire : la carte de Cassini (XVIIIe siècle), la carte d'état-major (1820-1866) et les cartes ou photos aériennes de l'IGN pour la période actuelle (1950 à aujourd'hui).

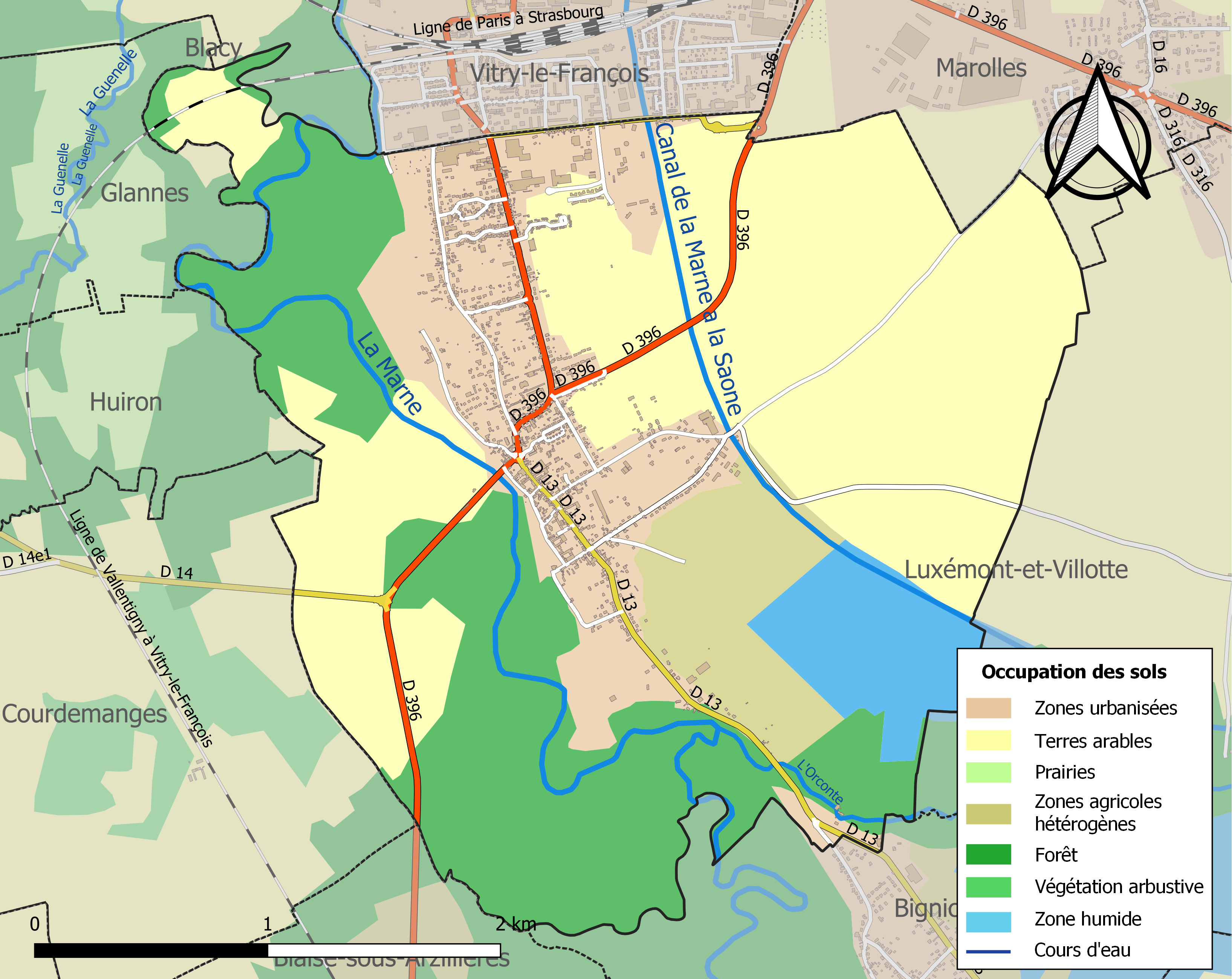
Carte des infrastructures et de l'occupation des sols de la commune en 2018 (CLC).

### Habitat et logement
En 2019, le nombre total de logements dans la commune était de 995, alors qu'il était de 929 en 2014 et de 818 en 2009.
Parmi ces logements, 88,3 % étaient des résidences principales, 1,4 % des résidences secondaires et 10,3 % des logements vacants. Ces logements étaient pour 87,3 % d'entre eux des maisons individuelles et pour 12,6 % des appartements.
Le tableau ci-dessous présente la typologie des logements à Frignicourt en 2019 en comparaison avec celle de la Marne et de la France entière. Une caractéristique marquante du parc de logements est ainsi une proportion de résidences secondaires et logements occasionnels (1,4 %) inférieure à celle du département (2,9 %) mais supérieure à celle de la France entière (9,7 %). Concernant le statut d'occupation de ces logements, 67,5 % des habitants de la commune sont propriétaires de leur logement (71,4 % en 2014), contre 51,6 % pour la Marne et 57,5 pour la France entière.
| Typologie                                               | Frignicourt | Marne | France entière |
| ------------------------------------------------------- | ----------- | ----- | -------------- |
| Résidences principales (en %)                           | 88,3        | 87,9  | 82,1           |
| Résidences secondaires et logements occasionnels (en %) | 1,4         | 2,9   | 9,7            |
| Logements vacants (en %)                                | 10,3        | 9,2   | 8,2            |

## Toponymie
Le nom de la localité est attesté sous les formes Frogneicort (1136) ; Frenilcurtis (1131-1142) ; Fregneicort (vers 1145) ; Freignicort (1153) ; Frenicuria (1158) ; Fregnicort (1166-1187) ; Frigneicort (1164-1191) ; Frignicort (1237) ; Frignicourt (1240) ; Fregnicourt, Fraignicort (vers 1252) ; Frenicourt (1267) ; « Frimgicuria Cathalaunensis dyocesis » (1293) ; Freignicourt (vers 1300) ; Fregnicuria (1316) ; Frignicourt (1353) ; Fraignicourt (1380) ; Frignicuria (1405) ; Frignicourt-sur-Marne (1464).

Il s'agit d'une formation toponymique médiévale en -court au sens de « cour de ferme → ferme ». Cet appellatif toponymique est précédé d'un ancien nom de lieu en -acum. Albert Dauzat identifie le nom de personne latin Frennius, suivi du suffixe -acum sans tenir compte de la forme Frogneicort de 1136.

## Politique et administration

### Rattachements administratifs et électoraux

#### Rattachements administratifs
La commune se trouve  dans l'arrondissement de Vitry-le-François du département de la Marne.
Elle faisait partie de 1801 à 1973  du canton de Vitry-le-François, année où celui est scindé et la commune rattachée au canton de Vitry-le-François-Est. Dans le cadre du redécoupage cantonal de 2014 en France, cette circonscription administrative territoriale a disparu, et le canton n'est plus qu'une circonscription électorale.

#### Rattachements électoraux
Pour les élections départementales, la commune est membre depuis 2014 du  canton de Vitry-le-François-Champagne et Der
Pour l'élection des députés, elle fait partie de la cinquième circonscription de la Marne.

### Intercommunalité
Frignicourt est membre de la communauté de communes Vitry, Champagne et Der, un établissement public de coopération intercommunale (EPCI) à fiscalité propre créé en 2013 et auquel la commune a transféré un certain nombre de ses compétences, dans les conditions déterminées par le code général des collectivités territoriales.
Cette intercommunalité a été formée par la fusion des anciennes communautés de communes du Mont-Môret (4 communes), des Quatre-Vallées (11 communes) et de Vitry-le-François (18 communes) et des communes isolées de Couvrot et Margerie-Hancourt.

### Tendances politiques et résultats
Lors du second tour des élections municipales de 2014 dans la Marne, la liste DVD menée par Florian Thiery  obtient la majorité des suffrages exprimés, avec 428 voix (42,67 %, 14 conseillers municipaux élus dont 2 communautaires), devançant largement celles menées respectivement par : 

-  Daniel Yon, maire sortant (PS, 312 voix, 31,10 %, 3 conseillers municipaux élus dont  1 communautaires) ; 

- Francis Blazquez 	(DVG, 263 voix, 26,22 %, 2 conseillers municipaux élus).

Lors de ce scrutin, 31,64 % des électeurs se sont abstenus. 
Lors du premier tour des  élections municipales de 2020 dans la Marne, la liste PS-DVG menée par Patrick Lanternat obtient la majorité absolue des suffrages exprimés avec 492 voix (72,22  %, 17 conseillers municipaux dont 3 communautaires), devançant très largement celle menée par le maire sortant  Florian Thiery, qui a recueilli 190 voix (27,77 %, 2 conseillers municipaux élus).
Lors de ce scrutin marqué par la pandémie de Covid-19 en France, 49,28 % des électeurs se sont abstenus.

### Liste des maires
| Période       | Période                        | Identité            | Étiquette | Qualité |
| ------------- | ------------------------------ | ------------------- | --------- | --- |
| 1977          | 1989                           | Jacky Gillet        | PS        | |
| mars 1989     | mars 2006                      | Jean-Pierre Meyniel | PS        | |
| mars 2006     | mars 2014                      | Daniel Yon          | PS        | |
| mars 2014     | juin 2015                      | Florian Thiery      | MoDem     | Vice-président de la CC Vitry, Champagne et Der[Quand ?] Membre du comité directeur de l'Association des Maires de la Marne[Quand ?] |
| juillet 2015, | mai 2020                       | Daniel Yon          | PS        | |
| mai 2020      | décembre 2022                  | Patrick Lanternat   | PS-DVG    | Mandat écourté par la démission de plus d'un tiers du conseil municipal en juin 2022.                                                |
| décembre 2022 | En cours (au 17 décembre 2022) | Annick Felicetti    | PS        | |

## Démographie
L'évolution du nombre d'habitants est connue à travers les recensements de la population effectués dans la commune depuis 1793. Pour les communes de moins de 10 000 habitants, une enquête de recensement portant sur toute la population est réalisée tous les cinq ans, les populations de référence des années intermédiaires étant quant à elles estimées par interpolation ou extrapolation. Pour la commune, le premier recensement exhaustif entrant dans le cadre du nouveau dispositif a été réalisé en 2005.

En 2022, la commune comptait 1 751 habitants, en évolution de −5,96 % par rapport à 2016 (Marne : −1,19 %, France hors Mayotte : +2,11 %).
| 1793 | 1800 | 1806 | 1821 | 1831 | 1836 | 1841 | 1846 | 1851 |
| ---- | ---- | ---- | ---- | ---- | ---- | ---- | ---- | ---- |
| 234  | 293  | 296  | 255  | 307  | 323  | 328  | 353  | 342  |

| 1856 | 1861 | 1866 | 1872 | 1876 | 1881 | 1886 | 1891 | 1896 |
| ---- | ---- | ---- | ---- | ---- | ---- | ---- | ---- | ---- |
| 366  | 368  | 404  | 418  | 431  | 456  | 423  | 380  | 476  |

| 1901 | 1906 | 1911 | 1921 | 1926 | 1931  | 1936 | 1946  | 1954  |
| ---- | ---- | ---- | ---- | ---- | ----- | ---- | ----- | ----- |
| 489  | 500  | 679  | 689  | 899  | 1 000 | 924  | 1 133 | 1 050 |

| 1962  | 1968  | 1975  | 1982  | 1990  | 1999  | 2005  | 2006  | 2010  |
| ----- | ----- | ----- | ----- | ----- | ----- | ----- | ----- | ----- |
| 1 289 | 1 481 | 1 801 | 1 863 | 1 774 | 1 725 | 1 777 | 1 769 | 1 803 |

| 2015  | 2020  | 2022  | - | - | - | - | - | - |
| ----- | ----- | ----- | - | - | - | - | - | - |
| 1 870 | 1 787 | 1 751 | - | - | - | - | - | - |

## Culture locale et patrimoine

### Personnalités liées à la commune
Pierre Faniest (1926-2010), artiste peintre, est né à Frignicourt. Élève de Fernand Léger de 1945 à 1950, il l'a suivi sur la Côte d'Azur et a alors participé à l'éclosion de la nouvelle peinture niçoise. Ses œuvres ont été exposées notamment au Musée national Fernand-Léger (Biot), au Centre International d'Art Contemporain (Carros), à la galerie Art France (Nice) et à l'Office du Tourisme de Biot, où il meurt en 2010. Ses œuvres, mêlant divers matériaux, empruntent à l'art informel et à l'abstraction lyrique tout en recherchant une expression personnelle. Pierre Faniest est venu à Frignicourt en 1997 pour offrir à la commune une toile peinte en 1963, intitulée Sous-Bois.